# Coppa Bernocchi 1969
La Coppa Bernocchi 1969, cinquantunesima edizione della corsa, si svolse il 24 aprile 1969 su un percorso di 228 km. Era valida come evento del circuito UCI categoria CB1.1. La vittoria fu appannaggio dell'italiano Giacinto Santambrogio, che terminò la gara in 5h15'00", alla media di 43,429 km/h, precedendo i connazionali Giancarlo Polidori e Adriano Passuello. La gara fu inizialmente vinta dall'italiano Pierfranco Vianelli, che fu in seguito squalificato per doping. L'arrivo e la partenza della gara furono a Legnano.
Sul traguardo di Legnano 102 ciclisti, su 135 partenti, portarono a termine la manifestazione.

## Ordine d'arrivo (Top 10)
| Pos. | Corridore              | Squadra  | Tempo    |
| ---- | ---------------------- | -------- | -------- |
| 1    | Giacinto Santambrogio  | Molteni  | 5h15'00" |
| 2    | Giancarlo Polidori     | Molteni  | s.t.     |
| 3    | Adriano Passuello      | Filotex  | s.t.     |
| 4    | Marino Basso           | Molteni  | s.t.     |
| 5    | Albert Van Vlierberghe | Ferretti | s.t.     |
| 6    | Franco Bitossi         | Filotex  | s.t.     |
| 7    | Renzo Baldan           | GBC      | s.t.     |
| 8    | Giorgio Destro         | GBC      | s.t.     |
| 9    | Marcello Bergamo       | Filotex  | s.t.     |
| 10   | Vittorio Adorni        | Scic     | s.t.     |